# Lamponina loftia
Lamponina loftia är en spindelart som beskrevs av Norman I. Platnick 2000. Lamponina loftia ingår i släktet Lamponina och familjen Lamponidae. Inga underarter finns listade i Catalogue of Life.